# Vice
Vice je newyorský časopis zaměřený na mezinárodní umění a kulturu. Je k dispozici zdarma ve 30 zemích světa, financován je prostřednictvím reklamy.
Na internetu jsou také dostupná videa a dokumenty z produkce magazínu Vice, společnost také provozuje dvě hospody ve východním Londýně.